# Блиц (шахматы)
Блиц (молниено́сная игра́, от немецкого Blitz — молния) — шахматная игра, где на обдумывание ходов отводится ограниченное время — каждому игроку менее 10 минут на партию; проводится по обычным правилам, кроме нескольких обусловленных спецификой.

## История
Наиболее раннее свидетельство молниеносной игры — организация одним из лондонских шахматных клубов турнира (1897), где на обдумывание одного хода полагалось 30 секунд. Впоследствии время на обдумывание одного хода сократилось до 5—10 секунд. Совершенствование шахматных часов способствовало распространению новой системы молниеносной игры, при которой определённое время (обычно 5 мин) отводилось на всю партию, так называемая пятиминутка.
Молниеносной игрой мастерски владели многие чемпионы мира и другие шахматисты;
Никогда прежде и никогда впоследствии я не видел — и даже не могу себе представить — такой поразительной быстроты шахматного мышления, какой обладал X. Р. Капабланка в то время (1913—1914). Достаточно сказать, что он давал в молниеносных партиях всем петербургским шахматистам «фору» 5 — 1 — и выигрывал.А. Алехин
После международного турнира в Санкт-Петербурге в мае 1914 года был устроен блицтурнир, победителем которого вышел Х. Р. Капабланка, а второе место занял киевский мастер А. М. Эвенсон, опередивший чемпиона мира Эм. Ласкера, А. Алехина, О. Бернштейна и других. В июле 1914 года X. Р. Капабланка выиграл в Берлине матч из 10 блицпартий (5 секунд на 1 ход) у Эм. Ласкера — 6½ : 3½;
Несмотря на столь стремительный темп, мы сыграли вполне удовлетворительные партии. Игру Капабланки отличало то, что даже при столь жёстком ограничении временем он почти не допускал ошибок, в то время как я ошибался чаще.Эм. Ласкер
В 1930-е годы в СССР проводились блицтурниры, в которых, за отсутствием шахматных часов, ход необходимо было совершить до конца отсчёта вслух 5 секунд судьёй.
В 1945 году Р. Файн провёл сеанс молниеносной игры на 4 досках «вслепую» (10 сек на ход) и выиграл все партии, в том числе и у будущего гроссмейстера Р. Бирна. Из современных шахматистов крупных успехов в молниеносной игре добивались Д. Бронштейн, М. Таль, Т. Петросян, Р. Фишер, А. Карпов, Г. Каспаров. Хорошие результаты в молниеносной игре показывают и шахматисты, нередко имеющие скромные достижения в обычных шахматах, как, например, Г. Чепукайтис.
Мнения о ценности молниеносной игры разные: одни (например, М. Таль) видят её достоинства в динамизме и зрелищности, полагая при этом, что молниеносная игра развивает реакцию шахматного мышления, служит тренировкой для игры в цейтноте, другие (например, М. Ботвинник) считают молниеносную игру в творческом отношении малопродуктивной.

## Специфика
От молниеносной игры следует отличать «быстрые» («активные») шахматы.
- Блиц отличается от шахмат с обычным контролем тем, что от игрока требуется более быстрый расчёт вариантов, а также хорошая техника разыгрывания стандартных ситуаций, когда решающим фактором становится время. Популярность игры в блиц по 3 минуты и менее в режиме on-line обусловлена тем, что при таком контроле времени слабому шахматисту трудно незаметно пользоваться подсказками сильных шахматных программ, выиграть блиц у которых практически невозможно даже сильнейшим шахматистам. Партия в суперблиц человека против программы может длиться очень много ходов, где человеку трудно не ошибиться и не проиграть. Напротив, у шахматной программы вероятность ошибки сведена к минимуму, к тому же в них, как правило, заложена «невозможность» уронить флаг.[источник не указан 1872 дня]
- Игра в блиц может быть рейтинговой, если партия длится более трёх, но менее десяти минут; либо отведённое время на партию плюс 60-кратный инкремент (время, добавляемое после каждого хода) в сумме составляют более 3 минут и менее 10 минут[2]

## Соревнования
Соревнования по молниеносной игре пользуются популярностью: в ряде стран проводятся национальные чемпионаты. В СССР традиционными были блицтурниры на приз газеты «Вечерняя Москва». Они проводились ежегодно с 1947 года, став открытыми чемпионатами Москвы (победитель 1-го чемпионата — Ю. Авербах). Победителями становились: М. Таль (10), Е. Васюков (6), Д. Бронштейн (5), Т. Петросян (4), А. Морозевич (2). Как правило, на этом турнире собирается сильный состав участников, среди которых международные мастера и гроссмейстеры. Так, в финале турнира 2009 года 5 из 22 шахматистов имели рейтинг ЭЛО выше 2700, а рейтинг-фаворит — 2770.
- 1. А.Грищук — 17 очков из 20;
- 2-3. А. Морозевич, С. Карякин — по 16½;
- 4. В. Малахов — 14.

Для женщин соревнования по молниеносной игре проводятся газетой «Московский комсомолец».
Одним из сильнейших по составу турниров по молниеносной игре стал Всесоюзный турнир гроссмейстеров в Москве в марте 1971 года:
- 1. Т. Петросян — 14½ очков из 15;
- 2. В. Корчной — 11½;
- 3. Ю. Балашов — 10½;
- 4-6. А. Котов, М. Таль и Р. Холмов — по 9½.

После «матча века» (1970) в Югославии (Херцегнови) состоялся международный турнир по молниеносной игре:
- 1. Р. Фишер — 19 очков из 22;
- 2. М. Таль — 14½;
- 3. В. Корчной — 14;
- 4. Т. Петросян — 13½;
- 5. Д. Бронштейн — 13;
- 6. В. Горт — 12;
- 7. М. Матулович — 10½;
- 8. В. Смыслов — 9½;
- 9. С. Решевский — 8½;
- 10. В. Ульман — 8;
- 11. Б. Ивков — 7½;
- 12. П. Остоич — 2.

По окончании супертурнира в Брюсселе (1987) был также проведён международный турнир по молниеносной игре (2 круга):
- 1. Г. Каспаров — 17 очков из 22;
- 2. Я. Тимман — 15;
- 3—4. А. Карпов и Л. Любоевич — по 12½;
- 5. Р. Хюбнер — 12;
- 6—7. В. Корчной и Н. Шорт — по 11;
- 8. М. Таль — 10½;
- 9—10. Б. Ларсен и Г. Сосонко — по 8;
- 11. Дж. ван дер Вил — 7½;
- 12. Э. Торре — 7.

Матч за 1-2 место: Г. Каспаров — Я. Тимман — 1½ : ½.
Победителем 1-го неофициального чемпионата мира по молниеносной игре, проходившего по олимпийской системе при 32 участниках (Сент-Джон, Канада, февраль 1988) стал М. Таль (СССР). В финале он победил гроссмейстера Р. Ваганяна (СССР) со счётом 3½ : ½. Главные фавориты турнира выбыли из борьбы на ранних стадиях. Чемпион мира Г. Каспаров уступил в четвертьфинале болгарину Кир. Георгиеву — 1:3, а экс-чемпион мира А. Карпов стадией ранее проиграл харьковчанину А. Чернину — 1½ : 2½. Кир. Георгиев и А.Чернин стали полуфиналистами этого турнира, разделив третье место. Контроль времени составлял 5 минут на всю партию. Первый приз турнира составил 50 тыс. долларов. Перед турниром были проведены несколько отборочных турниров — в Лугано, в США и 4 турнира в Сент-Джоне.
С 2006 года начали проводиться официальные чемпионаты мира FIDE по блицу.
В Москве в ноябре 2010 года проходил Мемориал Таля, после которого состоялся чемпионат мира по блицу. Тройка победителей: Л. Аронян, Т. Раджабов, М. Карлсен.
С 9 по 15 октября 2015 года в Берлине прошёл чемпионат мира по быстрым шахматам и блицу.

## Чемпионы мира по блицу

### Открытый турнир
| #  | Имя                          | Год  | Страна            |
| -- | ---------------------------- | ---- | ----------------- |
| 1  | Михаил Таль                  | 1988 | СССР              |
| 2  | Александр Грищук             | 2006 | Россия            |
| 3  | Василий Иванчук              | 2007 | Украина           |
| 4  | Леньер Домингес              | 2008 | Куба              |
| 5  | Магнус Карлсен               | 2009 | Норвегия          |
| 6  | Левон Аронян                 | 2010 | Армения           |
| 7  | Александр Грищук             | 2012 | Россия            |
| 8  | Ле Куанг Льем                | 2013 | Вьетнам           |
| 9  | Магнус Карлсен               | 2014 | Норвегия          |
| 10 | Александр Грищук             | 2015 | Россия            |
| 11 | Сергей Карякин               | 2016 | Россия            |
| 12 | Магнус Карлсен               | 2017 | Норвегия          |
| 13 | Магнус Карлсен               | 2018 | Норвегия          |
| 14 | Магнус Карлсен               | 2019 | Норвегия          |
| 15 | Максим Вашье-Лаграв          | 2021 | Франция           |
| 16 | Магнус Карлсен               | 2022 | Норвегия          |
| 17 | Магнус Карлсен               | 2023 | Норвегия          |
| 18 | Магнус Карлсен Ян Непомнящий | 2024 | Норвегия · Россия |

### Женский турнир
| #  | Имя                | Год  | Страна    |
| -- | ------------------ | ---- | --------- |
| 1  | Валентина Гунина   | 2012 | Россия    |
| 2  | Анна Музычук       | 2014 | Украина   |
| 3  | Анна Музычук       | 2016 | Украина   |
| 4  | Нана Дзагнидзе     | 2017 | Грузия    |
| 5  | Екатерина Лагно    | 2018 | Россия    |
| 6  | Екатерина Лагно    | 2019 | Россия    |
| 7  | Бибисара Асаубаева | 2021 | Казахстан |
| 8  | Бибисара Асаубаева | 2022 | Казахстан |
| 9  | Валентина Гунина   | 2023 | Россия    |
| 10 | Цзюй Вэньцзюй      | 2024 | Китай     |

## Чемпионки Европы по блицу
| # | Имя                 | Год  | Страна |
| - | ------------------- | ---- | ------ |
| 1 | Александра Костенюк | 2001 | Россия |
| 2 | Валентина Гунина    | 2012 | Россия |
| 3 | Александра Костенюк | 2017 | Россия |
| 4 | Александра Костенюк | 2019 | Россия |